# Gran Premio motociclistico d'Europa 2020
Il Gran Premio motociclistico d'Europa 2020 è stato la tredicesima prova del motomondiale 2020 ed è stato disputato l'8 novembre 2020 sul circuito Ricardo Tormo.
Le vittorie nelle tre classi sono andate rispettivamente a: Joan Mir su Suzuki in MotoGP (primo successo in MotoGP), Marco Bezzecchi su Kalex in Moto2 e Raúl Fernández su KTM in Moto3 (primo successo nel motomondiale).

## MotoGP
Iker Lecuona non partecipa al Gran Premio essendo in isolamento fiduciario dopo essere entrato a contatto con un positivo al COVID-19. Lorenzo Savadori esordisce in MotoGP con Aprilia Racing Team Gresini, prendendo il posto di Bradley Smith.

### Arrivati al traguardo
| Pos. | Nº | Pilota            | Squadra                     | Motocicletta       | Giri | Tempo     | Griglia | Punti |
| ---- | -- | ----------------- | --------------------------- | ------------------ | ---- | --------- | ------- | ----- |
| 1º   | 36 | Joan Mir          | Suzuki Ecstar               | Suzuki GSX-RR      | 27   | 41'37.297 | 5º      | 25    |
| 2º   | 42 | Álex Rins         | Suzuki Ecstar               | Suzuki GSX-RR      | 27   | +0,651    | 2º      | 20    |
| 3º   | 44 | Pol Espargaró     | Red Bull KTM Factory Racing | KTM RC16           | 27   | +1,203    | 1º      | 16    |
| 4º   | 30 | Takaaki Nakagami  | LCR Honda Idemitsu          | Honda RC213V       | 27   | +2,194    | 3º      | 13    |
| 5º   | 88 | Miguel Oliveira   | Red Bull KTM Tech3          | KTM RC16           | 27   | +8,046    | 8º      | 11    |
| 6º   | 43 | Jack Miller       | Pramac Racing               | Ducati Desmosedici | 27   | +8,755    | 7º      | 10    |
| 7º   | 33 | Brad Binder       | Red Bull KTM Factory Racing | KTM RC16           | 27   | +10,137   | 10º     | 9     |
| 8º   | 4  | Andrea Dovizioso  | Ducati Team                 | Ducati Desmosedici | 27   | +10,801   | 12º     | 8     |
| 9º   | 5  | Johann Zarco      | Esponsorama Racing          | Ducati Desmosedici | 27   | +11,550   | 4º      | 7     |
| 10º  | 9  | Danilo Petrucci   | Ducati Team                 | Ducati Desmosedici | 27   | +16.803   | 19º     | 6     |
| 11º  | 21 | Franco Morbidelli | Petronas Yamaha SRT         | Yamaha YZR-M1      | 27   | +17,617   | 9º      | 5     |
| 12º  | 6  | Stefan Bradl      | Repsol Honda                | Honda RC213V       | 27   | +24,350   | 13º     | 4     |
| 13º  | 12 | Maverick Viñales  | Monster Energy Yamaha       | Yamaha YZR-M1      | 27   | +25,403   | 15º     | 3     |
| 14º  | 20 | Fabio Quartararo  | Petronas Yamaha SRT         | Yamaha YZR-M1      | 27   | +39,639   | 11º     | 2     |

### Ritirati
| Nº | Pilota            | Squadra                     | Motocicletta       | Giri | Griglia |
| -- | ----------------- | --------------------------- | ------------------ | ---- | ------- |
| 32 | Lorenzo Savadori  | Aprilia Racing Team Gresini | Aprilia RS-GP      | 25   | 20º     |
| 73 | Álex Márquez      | Repsol Honda                | Honda RC213V       | 23   | 14º     |
| 53 | Esteve Rabat      | Esponsorama Racing          | Honda RC213V       | 13   | 21º     |
| 35 | Cal Crutchlow     | LCR Honda Castrol           | Honda RC213V       | 5    | 16º     |
| 63 | Francesco Bagnaia | Pramac Racing               | Ducati Desmosedici | 5    | 17º     |
| 46 | Valentino Rossi   | Monster Energy Yamaha       | Yamaha YZR-M1      | 4    | 18º     |
| 41 | Aleix Espargaró   | Aprilia Racing Team Gresini | Aprilia RS-GP      | 0    | 6º      |

## Moto2
Augusto Fernández e Jake Dixon non prendono parte alla gara per infortuni causati da cadute nelle prove libere.

### Arrivati al traguardo
| Pos. | Nº | Pilota                      | Squadra                  | Motocicletta | Giri | Tempo     | Griglia | Punti |
| ---- | -- | --------------------------- | ------------------------ | ------------ | ---- | --------- | ------- | ----- |
| 1º   | 72 | Marco Bezzecchi             | SKY Racing Team VR46     | Kalex        | 25   | 40'06.441 | 5º      | 25    |
| 2º   | 88 | Jorge Martín                | Red Bull KTM Ajo         | Kalex        | 25   | +1.941    | 6º      | 20    |
| 3º   | 87 | Remy Gardner                | Onexox TKKR SAG          | Kalex        | 25   | +3.533    | 4º      | 16    |
| 4º   | 33 | Enea Bastianini             | Italtrans Racing         | Kalex        | 25   | +4.494    | 15º     | 13    |
| 5º   | 7  | Lorenzo Baldassarri         | Flexbox HP 40            | Kalex        | 25   | +4.648    | 8º      | 11    |
| 6º   | 10 | Luca Marini                 | SKY Racing Team VR46     | Kalex        | 25   | +5.142    | 7º      | 10    |
| 7º   | 40 | Héctor Garzó                | Flexbox HP 40            | Kalex        | 25   | +5.224    | 9º      | 9     |
| 8º   | 11 | Nicolò Bulega               | Federal Oil Gresini      | Kalex        | 25   | +8.104    | 10º     | 8     |
| 9º   | 97 | Xavi Vierge                 | Petronas Sprinta Racing  | Kalex        | 25   | +8.746    | 1º      | 7     |
| 10º  | 9  | Jorge Navarro               | HDR Heidrun Speed Up     | Speed Up     | 25   | +11.930   | 19º     | 6     |
| 11º  | 44 | Arón Canet                  | Inde Aspar Team          | Speed Up     | 25   | +14.451   | 20º     | 5     |
| 12º  | 45 | Tetsuta Nagashima           | Red Bull KTM Ajo         | Kalex        | 25   | +13.209   | 22º     | 4     |
| 13º  | 23 | Marcel Schrötter            | Liqui Moly Intact GP     | Kalex        | 25   | +13.585   | 16º     | 3     |
| 14º  | 64 | Bo Bendsneyder              | NTS RW Racing GP         | NTS          | 25   | +15.528   | 14º     | 2     |
| 15º  | 62 | Stefano Manzi               | MV Agusta Forward Racing | MV Agusta F2 | 25   | +19.284   | 21º     | 1     |
| 16º  | 42 | Marcos Ramírez              | Tennor American Racing   | Kalex        | 25   | +20.085   | 27º     |       |
| 17º  | 57 | Edgar Pons                  | Federal Oil Gresini      | Kalex        | 25   | +21.512   | 23º     |       |
| 18º  | 27 | Andi Farid Izdihar          | IDEMITSU Honda Team Asia | Kalex        | 25   | +22.965   | 12º     |       |
| 19º  | 12 | Thomas Lüthi                | Liqui Moly Intact GP     | Kalex        | 25   | +24.769   | 13º     |       |
| 20º  | 19 | Lorenzo Dalla Porta         | Italtrans Racing         | Kalex        | 25   | +34.173   | 25º     |       |
| 21º  | 99 | Kasma Daniel Bin Kasmayudin | Onexox TKKR SAG          | Kalex        | 25   | +44.355   | 24º     |       |
| 22º  | 74 | Piotr Biesiekirski          | NTS RW Racing GP         | NTS          | 25   | +59.450   | 28º     |       |

### Ritirati
| Nº | Pilota                | Squadra                  | Motocicletta | Giri | Griglia |
| -- | --------------------- | ------------------------ | ------------ | ---- | ------- |
| 22 | Sam Lowes             | EG 0,0 Marc VDS          | Kalex        | 18   | 3º      |
| 35 | Somkiat Chantra       | IDEMITSU Honda Team Asia | Kalex        | 9    | 26º     |
| 24 | Simone Corsi          | MV Agusta Forward Racing | MV Agusta F2 | 5    | 18º     |
| 21 | Fabio Di Giannantonio | HDR Heidrun Speed Up     | Speed Up     | 2    | 11º     |
| 16 | Joe Roberts           | Tennor American Racing   | Kalex        | 1    | 2º      |
| 55 | Hafizh Syahrin        | Inde Aspar Team          | Speed Up     | 1    | 17º     |

## Moto3

### Arrivati al traguardo
| Pos. | Nº | Pilota             | Squadra                       | Motocicletta | Giri | Tempo     | Griglia | Punti |
| ---- | -- | ------------------ | ----------------------------- | ------------ | ---- | --------- | ------- | ----- |
| 1º   | 25 | Raúl Fernández     | Red Bull KTM Ajo              | KTM          | 23   | 38'29.140 | 2º      | 25    |
| 2º   | 11 | Sergio García      | Estrella Galicia 0,0          | Honda        | 23   | +0.703    | 7º      | 20    |
| 3º   | 79 | Ai Ogura           | Honda Team Asia               | Honda        | 23   | +1.005    | 8º      | 16    |
| 4º   | 14 | Tony Arbolino      | Rivacold Snipers              | Honda        | 23   | +1.037    | 17º     | 13    |
| 5º   | 40 | Darryn Binder      | CIP Green Power               | KTM          | 23   | +13.392   | 9º      | 11    |
| 6º   | 99 | Carlos Tatay       | Reale Avintia Moto3           | KTM          | 23   | +13.424   | 13º     | 10    |
| 7º   | 82 | Stefano Nepa       | Valresa Aspar Team            | KTM          | 23   | +16.719   | 24º     | 9     |
| 8º   | 52 | Jeremy Alcoba      | Kömmerling Gresini            | Honda        | 23   | +16.824   | 29º     | 8     |
| 9º   | 12 | Filip Salač        | Rivacold Snipers              | Honda        | 23   | +16.964   | 15º     | 7     |
| 10º  | 71 | Ayumu Sasaki       | Red Bull KTM Tech 3           | KTM          | 23   | +17.088   | 26º     | 6     |
| 11º  | 54 | Riccardo Rossi     | BOE Skull Rider Facile Energy | KTM          | 23   | +17.344   | 6º      | 5     |
| 12º  | 16 | Andrea Migno       | SKY Racing Team VR46          | KTM          | 23   | +17.467   | 11º     | 4     |
| 13º  | 55 | Romano Fenati      | Sterilgarda Max Racing Team   | Husqvarna    | 23   | +17.589   | 16º     | 3     |
| 14º  | 53 | Deniz Öncü         | Red Bull KTM Tech 3           | KTM          | 23   | +18.191   | 27º     | 2     |
| 15º  | 2  | Gabriel Rodrigo    | Kömmerling Gresini            | Honda        | 23   | +18.358   | 12º     | 1     |
| 16º  | 6  | Ryusei Yamanaka    | Estrella Galicia 0,0          | Honda        | 23   | +18.441   | 30º     |       |
| 17º  | 92 | Yuki Kunii         | Honda Team Asia               | Honda        | 23   | +19.128   | 18º     |       |
| 18º  | 50 | Jason Dupasquier   | CarXpert PrüstelGP            | KTM          | 23   | +19.583   | 20º     |       |
| 19º  | 9  | Davide Pizzoli     | BOE Skull Rider Facile Energy | KTM          | 23   | +27.457   | 23º     |       |
| 20º  | 70 | Barry Baltus       | CarXpert PrüstelGP            | KTM          | 23   | +27.836   | 22º     |       |
| 21º  | 73 | Maximilian Kofler  | CIP Green Power               | KTM          | 23   | +31.238   | 21º     |       |
| 22º  | 89 | Khairul Idham Pawi | Petronas Sprinta Racing       | Honda        | 23   | +31.661   | 25º     |       |
| 23º  | 13 | Celestino Vietti   | SKY Racing Team VR46          | KTM          | 23   | +1:20.533 | 3º      |       |

### Ritirati
| Nº | Pilota            | Squadra                     | Motocicletta | Giri | Griglia |
| -- | ----------------- | --------------------------- | ------------ | ---- | ------- |
| 27 | Kaito Toba        | Red Bull KTM Ajo            | KTM          | 16   | 10º     |
| 23 | Niccolò Antonelli | SIC58 Squadra Corse         | Honda        | 16   | 31º     |
| 7  | Dennis Foggia     | Leopard Racing              | Honda        | 13   | 14º     |
| 24 | Tatsuki Suzuki    | SIC58 Squadra Corse         | Honda        | 13   | 19º     |
| 5  | Jaume Masiá       | Leopard Racing              | Honda        | 9    | 28º     |
| 17 | John McPhee       | Petronas Sprinta Racing     | Honda        | 4    | 1º      |
| 21 | Alonso López      | Sterilgarda Max Racing Team | Husqvarna    | 2    | 5º      |

### Squalificato
| Nº | Pilota        | Squadra            | Motocicletta | Griglia |
| -- | ------------- | ------------------ | ------------ | ------- |
| 75 | Albert Arenas | Valresa Aspar Team | KTM          | 4º      |